# هوم گاردن (کالیفرنیا)
هوم گاردن (به انگلیسی: Home Garden) یک منطقهٔ مسکونی در ایالات متحده آمریکا است که در شهرستان کینگز، کالیفرنیا واقع شده‌است. هوم گاردن ۱٫۵۹۸ کیلومتر مربع مساحت و ۱٬۷۶۱ نفر جمعیت دارد و ۷۵ متر بالاتر از سطح دریا واقع شده‌است.